# John G. Ramsay
Pour les articles homonymes, voir John Ramsay et Ramsay.
John Graham Ramsay (17 juin 1931 - 12 janvier 2021) est un géologue structural britannique qui est professeur à l'Imperial College de Londres, à l'Université de Leeds et à l'Université de Zurich ,,.

## Carrière
Né dans la banlieue de Londres en 1931, John Graham Ramsay obtient son baccalauréat en géologie à l'Imperial College of Science and Technology (Imperial) de l'Université de Londres et son diplôme avec les honneurs de première classe en 1952 avec John Sutton comme mentor. Il fait son thèse de doctorat dans la région du Loch Monar des Highlands écossais en travaillant sur les modèles de déformation observés dans les roches intensément déformées et plissées à plusieurs reprises de la série Moine et les relations observées entre le sous-sol plissé et ses roches de couverture, obtenant un doctorat en 1954.
Après avoir effectué son service militaire en tant que musicien (violoncelliste et batteur ténor) dans le Corps des Royal Engineers de Grande-Bretagne, il est nommé à un poste d'enseignant au département de géologie de l'Impérial en 1957. Bon nombre de ses premiers articles de recherche fondamentale sont rédigés à l'Impériale où il devient professeur de géologie structurale en 1966. L'année suivante, il publie son premier livre, Pliage et fracturation des roches, qui lui attire l'attention en géologie structurale. Il remporte ensuite des prix dans son domaine.
De 1973 à 1976, il est professeur et chef du département des sciences de la Terre à l'Université de Leeds .
En 1976, il est nommé professeur de géologie à l'Eidgenössische Technische Hochschule (et à l'Université de Zurich), en Suisse, et il est professeur émérite dans ces deux départements. Il est titulaire d'un "Doctorat Honoris Causa" de l'Université de Rennes, et est professeur honoraire à l'Université de Cardiff au Pays de Galles.
Il entreprend des travaux de terrain approfondis dans la ceinture de roches vertes de Barberton en Afrique du Sud et au Zimbabwe, et dans le rift est-africain au Soudan, outre ses contributions à la géologie structurale alpine avant et pendant son séjour à Zurich et son grand point fort, la ceinture calédonienne du Highlands écossais.
Il continue à faire des travaux de recherche en géologie structurale jusqu'à la fin de sa vie et effectue des études structurales sur le terrain dans la zone de poussée Moine des hautes terres du nord-ouest de l'Écosse en tant que conseiller de recherche honoraire auprès du Geological Survey of UK and Ireland. Bien qu'il ait officiellement pris sa retraite de l'enseignement géologique actif à l'ETH Zürich, il continue à enseigner le violoncelle et la musique de chambre à Isirac, en France, et s'est activement engagé dans les compositions musicales.
John Ramsay est auteur et co-auteur de quatre livres et de nombreux articles en géologie structurale. Il a toujours été d'avis que les structures réellement observées dans les roches naturellement déformées constituent la clé de notre compréhension des processus tectoniques et que l'élaboration de modèles mécaniques pour l'origine de ces structures doit toujours être comparée aux observations naturelles si elles doivent être vraiment pertinent. C'est probablement la raison pour laquelle dans tous ses articles, la partie théorique est d'abord complétée par une simulation expérimentale suivie de photographies d'exemples naturels.

## Récompenses
Le travail de Ramsay dans l'avancement de la géologie structurale est reconnu par l'attribution des médailles Bigsby (1973) et Wollaston (1986) de la Société géologique de Londres, la médaille Prestwich de la Société géologique de France en 1989, la médaille Sir Arthur Holmes de l'Union européenne des géosciences (EGU) en 1984, la médaille CT Clough (1962) de la Geological Society of Scotland, et la médaille de l'Université de Liège en 1988.
Il est nommé Commandeur de l'Ordre de l'Empire britannique (CBE) dans la liste des honneurs de l'anniversaire de la reine en 1992.
Il est élu membre de la Royal Society en 1973  et est membre honoraire de la Geological Society of America, de la Société géologique de France, de l'Indian National Science Academy, de l'Union américaine de géophysique, de l'Académie nationale des sciences et de la Société géologique du Royaume-Uni.
Ramsay est décédé à Zurich, en Suisse, le 12 janvier 2021, à l'âge de 89 ans.